# Brevipalpus piniwaltheriae
Brevipalpus piniwaltheriae är en spindeldjursart som beskrevs av Baker och James P. Tuttle 1987. Brevipalpus piniwaltheriae ingår i släktet Brevipalpus och familjen Tenuipalpidae. Inga underarter finns listade.